# Equede
Equede (em iorubá: ekedi), ajoiê e macota (makota) são nomes dados de acordo com a nação do candomblé para um cargo feminino de grande valor: a de "zeladora dos orixás". É o equivalente feminino dos ogãs, sendo escolhida e confirmada pelo orixá do terreiro de candomblé. Não entram em transe. Na Casa Branca do Engenho Velho, as ajoiês são chamadas de equedes. No Terreiro do Gantois, de "Iarobá" e nos terreiros de Angola do candomblé banto, é chamada de "macota de angúzo".

## Etimologia
"Equede" é uma palavra com origem na língua iorubá.

## Descrição
Dentre os cargos femininos na hierarquia do candomblé no Brasil, o mais conhecido é da equede. Como os ogãs, elas não incorporam seu orixá de cabeça, ou seja não entram em transe, pois necessitam estar acordadas para atender as necessidades dos Orixás, voduns ou inquices para os quais foram devidamente preparadas para servir.
A equede, na maioria das casas, também é chamada de mãe e exerce a função de dama de honra do orixá regente da casa. É dela a função de zelar, acompanhar, dançar, cuidar das roupas e apetrechos do orixá da casa, além dos demais orixás, dos filhos e até mesmo dos visitantes. É uma espécie de mãe que atua sempre ao lado do orixá e que também cuida dos objectos pessoais do babalorixá ou ialorixá. O cargo de equede é muito importante, pois será ela a condutora dos orixás incorporados no Ebê (barracão ou sala de festividades) e dela é a responsabilidade de recolhê-los e "desvirá-los", observando as condições físicas daqueles que "desviraram". Para se tornar uma equede, ela primeiramente é apresentada e não suspensa como o ogã, e logo depois será confirmada, com as obrigações de roncó.

## Vestuário
Existe muita diferença de uma casa para outra e mesmo de uma nação para outra, na forma de se vestir. Na Casa Branca do Engenho Velho, a ajoiê não usa roupa de baiana e nem dança na roda do xirê, o traje tradicional da ajoiê é um vestido discreto, um fio de contas e um pano da costa dobrado sobre um ombro ou na cintura. Sempre tem uma toalha ou tecido à mão para secar o rosto do filho de santo que está em transe, no dia a dia usa uma roupa de ração como todas as participantes do candomblé.
Já em outras casas, vai depender do babalorixá ou ialorixá deliberar o uso da roupa de baiana pelas equedes. Em muitos candomblés de Salvador, Rio de Janeiro e São Paulo, é muito comum encontrar equedes vestidas de baiana e dançando na roda do xirê.  